# Солопов, Игорь
Игорь Е. Солопов (17 апреля 1961, Магнитогорск, Челябинская область, РСФСР, СССР — 12 июня 2019) — советский и эстонский игрок в настольный теннис, мастер спорта СССР международного класса. Неоднократный чемпион СССР в командном, личном и смешанном (с Флюрой Булатовой) разрядах. Принял участие в 7 чемпионатах мира.

## Биография

### Юниорская карьера
Солопов начал занятия настольным теннисом в спортивной секции с 11 лет. Дебютировав в качестве атакующего игрока, через год он перешёл к защитному стилю игры. Предпосылкой тому стал не столько излишний для атаки вес, сколько склонность Игоря к максимально надежной игре.
На чемпионате Европы в составе молодёжной сборной команды СССР он выигрывал «золото» три раза: в 1976, 1978 и в 1977 годах. В 1978 году Солопов стал вице-чемпионом Европы в одиночном разряде.

### Взрослая карьера
С 1977 по 1985 год Солопов представлял СССР на пяти чемпионатах мира. В 1978 году Игорь стал бронзовым призёром чемпионата Европы в составе команды. В 1980 и 1981 годах он стал чемпионом СССР в одиночном разряде. В 1978 году окончил среднюю школу №49 имени Зои Космодемьянской (г. Магнитогорск).
В 1979 году Солопов переехал из Магнитогорска в Таллин. В 1985 году после конфликта со спортивными функционерами федерации Игорь стал «невыездным» и несколько лет не участвовал в соревнованиях на международном уровне. Он вернулся на международную спортивную арену лишь в 1992 году, но уже в составе команды Эстонии.
Солопов прошёл квалификацию для участия в Олимпийских играх 1992 года, одержав 9 побед при одном поражении Микаэлю Аппельгрену. На отборочном турнире в Больцано он выступал совершенно один: без тренера, без психолога и врача, без массажиста.
В дальнейшем Игорь представлял Эстонию на чемпионатах мира в 1993 и 1995 годах и европейском чемпионате 1994 года.
Солопов — один из первых советских теннисистов, получивших контракт за границей. В начале 1990-х он регулярно работал в Швеции в качестве спарринг-партнёра для шведской сборной.

## Спортивные достижения
- 1976
  - чемпион Европы в составе молодёжной сборной СССР
- 1977
  - чемпион Европы в составе молодёжной сборной СССР
  - член сборной команды СССР на чемпионате мира
- 1978
  - чемпион Европы в составе молодёжной сборной СССР
  - бронзовый призёр в составе сборной СССР[8]
- 1979
  - член сборной команды СССР на чемпионате мира
- 1980
  - чемпион СССР в одиночном разряде
- 1981
  - чемпион СССР в одиночном разряде
  - член сборной команды СССР на чемпионате мира
- 1983
  - член сборной команды СССР на чемпионате мира
- 1985
  - член сборной команды СССР на чемпионате мира
- 1992
  - участник финального турнира Олимпийских игр в Барселоне
- 1993
  - член сборной команды Эстонии на чемпионате мира
- 1994
  - член сборной команды Эстонии на чемпионате Европы
- 1995
  - член сборной команды Эстонии на чемпионате мира

Лучший спортсмен СССР сезона 1982/83 года (рейтинг)
Имел рейтинг 15-го игрока в Европе до 1985 года и 28-го — в 1995 году после возвращения на международную арену.

## Инвентарь
- Основание — заказное
- Открытая (форхенд) — гладкая, Sriver 1,1 мм
- Закрытая (бэкхенд) — длинные шипы Feint Soft 1,5-1,7 мм